# Volta (Schiff, 1939)
Die Volta war ein Großzerstörer der Mogador-Klasse der französischen Marine. Am 27. November 1942 versenkte die Besatzung die Volta im Hafen von Toulon selbst. Sie war nach dem Fluss Volta in Westafrika benannt.

## Bewaffnung
Die Hauptartillerie der Volta bestand aus acht 13,8-cm-Geschützen L/50 des Modells 1934 in Doppeltürmen. Diese Kanone konnte fünf bis neun Schuss pro Minute abfeuern. Als Flugabwehrbewaffnung verfügte der Zerstörer bei Indienststellung über zwei 3,7-cm-Flugabwehrkanonen des Modells 1933 in Einzelaufstellung und vier 13-mm-Flugabwehrkanonen als Zwillingsgeschütze. Als Torpedobewaffnung verfügte die Volta über acht Torpedorohre (zwei Dreier- und zwei Zweiergruppen) für den Torpedo 23DT „Toulon“. Zur U-Boot-Abwehr verfügte das Schiff über zwei Wasserbombenwerfer am Heck mit zusammen 32 Wasserbomben. Zudem waren am Heck Schienen für 40 Minen vorhanden.

## Einsätze im Zweiten Weltkrieg und Verbleib
Am 3. Juli 1940 befand sich die Volta in Mers-el-Kébir, als die französischen Schiffe im Hafen von der britischen Royal Navy angegriffen wurden. Die Volta feuerte 88 mal auf britische Zerstörer und entkam zusammen mit dem Schlachtschiff Strasbourg und weiteren Zerstörern nach Toulon.
Bis November 1941 wurde die Luftabwehr in Toulon verstärkt. Anschließend sollte ein neueres Sonargerät eingebaut werden. Diese Umrüstung war noch nicht abgeschlossen, als es am 27. November 1942 zur Selbstversenkung der Vichy-Flotte kam. Das Schiff wurde am 20. Mai 1943 von Italien gehoben, aber nicht wieder instand gesetzt. Am 24. November 1943 wurde das Wrack bei einem Luftangriff durch Bombentreffer erneut versenkt. Später wurde es gehoben und 1948 endgültig abgewrackt.